# 형상화
형상화(形象化)는 문학 글에서 자신의 작품에 깊이를 추가하기 위해 선명하게 설명하는 언어 저자의 사용이다. 인간은 작품에 대한 독자의 이해를 깊게 생각하고 발상과 개념을 표현하는 은유를 주로 사용한다.